# Турия (река)
Ту́рия (исп. Río Turia) — река в Испании, впадает в Средиземное море. Длина реки — 286,5 км. Площадь бассейна — 6393,6 км² (без притоков — 2440,24 км²).

## Этимология
Возможно, название связано с кельтским dubr- — «вода», как и Тибр и Дуэро.

## История
Турий (лат. Tyrius) упоминает Саллюстий (как Дурий), Плиний Старший, Помпоний Мела и Клавдий Птолемей. Руф Фест Авиен пишет в «Описании морского берега» (перевод С. П. Кондратьева):
Недалеко от места, где раздвояется течение, река Тирий опоясывает город Тирис.
После арабского завоевания река получила название Гвадалавиар (Guadalaviar от араб. وادي الأبيض‎ вади-аль-Обейд (Уэд-аль-Абад) — «Белая река») и называлась так до впадения притока Альфамбра (от араб. الحمراء‎ аль-хамра — «красная»).

## Экология
Проливные дожди уже несколько раз приводили к резкому увеличению уровня воды в реке, которая 14 октября 1957 года залила всю провинцию Валенсия. Тогда река была в центре столицы провинции, города Валенсии. После этого русло перенесли, что стало предметом обсуждения на многие годы.